# This Is the Remix (álbum de Destiny's Child)
This Is The Remix é o segundo álbum de remixes do trio americano Destiny's Child. Lançado em 12 de março de 2002 pela Columbia Records, o álbum contém remixes dos três álbuns lançados anteriormente pelo grupo Destiny's Child (1998), The Writing's on the Wall (1999) e Survivor (2001). O nome do álbum é uma mensagem auto-explicativa tirada da primeira faixa "No, No, No Part 2".
Após o lançamento, o álbum alcançou o número 19 no ranking Top R&B/Hip Hop Albums dos EUA e entrou no top 30 do Billboard 200, enquanto ficou entre os dez maiores do New Zealand Albums Chart. A recepção crítica em sua maioria foi positiva com o Allmusic observando que "essas versões não são apenas diferentes, em sua maioria, elas são melhores que as versões originais".

## Antecedentes
| Críticas profissionais | Críticas profissionais |
| Avaliações da crítica  | Avaliações da crítica  |
| Fonte                  | Avaliação              |
| ---------------------- | ---------------------- |
| Allmusic               | [ 2 ]                  |
| Slant Magazine         | [ 3 ]                  |

O álbum é uma coletânea de remixes do Destiny's Child e algumas faixas extras. É notável por incluir vários remixes inéditos. O primeiro destes remixes remotos "No, No, No (Part II)" está presente nesta coleção. Outros remixes urbanos importantes que foram refeitos incluem "Say My Name (Timbaland Remix)", "Bootylicious" (Rockwilder Remix), "Bug a Boo" (Refugee Camp Remix) e "Emotion (Neptunes Remix)". O álbum também apresenta o "Survivor (Remix)", que apresenta Da Brat.
O álbum apresenta remixes de dance em sua maioria remixados por Maurice Joshua. Seus remixes neste álbum incluem "Bills, Bills, Bills (Maurice's Xclusive Livegig Mix)", "Nasty Girl (Azza's Nu Soul Mix)"e "So Good (Maurice's Soul Remix)", com o último re-gravado. O álbum também contém um remix de dance/rhythmic remix de "Dot (E-Poppi Mix)" (o original foi apresentado na banda sonora de "Os Anjos de Charlie"). Também há um remix de "Jumpin', Jumpin'" misturada com "So So Def Remix" da música com as integrantes da primeira  formação LeToya Luckett e LaTavia Roberson com o "Maurice Jumpin Retro Mix", que contém vocais de Michelle Williams e Farrah Franklin. O álbum continua com as faixas extras, "Independent Women (Parte II)" primeiro single de Michelle e termina com uma faixa bônus "Heard A Word".

## Faixas
| Edição Padrão |                                                                                               |                                              |         |  |
| N.º           | Título                                                                                        | Produtor(es)                                 | Duração |  |
| 1.            | "No, No, No Part 2" (Extended Remix, featuring Wyclef Jean)                                   | Wyclef Jean                                  | 4:03    |  |
| 2.            | "Emotion" (The Neptunes Remix)                                                                | The Neptunes                                 | 4:15    |  |
| 3.            | "Bootylicious" (Rockwilder Remix, featuring Missy Elliott)                                    | Rockwilder                                   | 4:12    |  |
| 4.            | "Say My Name" (Timbaland Remix, featuring Static Major)                                       | Timbaland                                    | 5:01    |  |
| 5.            | "Bug a Boo" (Refugee Camp Remix, featuring Wyclef Jean)                                       | Jerry Duplessis, Wyclef Jean                 | 3:48    |  |
| 6.            | "Dot" (The E-Poppi Mix)                                                                       | Erroll "Poppi" McCalla, Jr.                  | 3:58    |  |
| 7.            | "Survivor" (Remix Extended Version, featuring Da Brat)                                        | Anthony Dent, Beyoncé Knowles                | 3:24    |  |
| 8.            | "Independent Women Part II"                                                                   | Beyoncé Knowles, Eric Seats, Rapture Stewart | 3:42    |  |
| 9.            | "Nasty Girl" (Azza's Nu Soul Remix)                                                           | Maurice Joshua                               | 4:22    |  |
| 10.           | "Jumpin', Jumpin'" (Remix Extended Version, featuring Da Brat, Jermaine Dupri & Lil' Bow Wow) | Maurice Joshua                               | 7:16    |  |
| 11.           | "Bills, Bills, Bills" (Maurice's Xclusive Livegig Mix)                                        | Maurice Joshua                               | 3:23    |  |
| 12.           | "So Good" (Maurice's Soul Remix)                                                              | Maurice Joshua                               | 4:59    |  |
| 13.           | "Heard a Word"                                                                                | Buster & Shavoni                             | 4:57    |  |

| Faixa bônus das edições alternativas |                                                   |                |         |  |
| N.º                                  | Título                                            | Produtor(es)   | Duração |  |
| 9.                                   | "Nasty Girl" (Maurice's Nu Soul Remix Radio Edit) | Maurice Joshua | 4:08    |  |

| Faixa bônus japonesa |                                                              |         |  |
| N.º                  | Título                                                       | Duração |  |
| 14.                  | "Independent Women Part I" (Joe Smooth 200 Proof 2 Step Mix) | 4:18    |  |
| 15.                  | "Bootylicious" (Ed Case Refix)                               | 4:45    |  |